# Carlo I con il figlio Giacomo, duca di York
In questo ritratto, Peter Lely, pittore ufficiale alla corte di Carlo I d'Inghilterra dopo la morte di Antoon van Dyck, ritrae il suo re assieme al figlio maschio minore, Giacomo, nominato duca di York e d'Albany e che diverrà re alla morte del fratello Carlo II con il nome di Giacomo II.